# 배서 칼리지
배서 칼리지(영어: Vassar College, /ˈvæsər/ )는 미국 뉴욕주 포킵시(Town of Poughkeepsie)에 위치한 사립 남녀공학 리버럴 아츠 칼리지다. 1861년 매튜 배서가 세웠으며, 미국에서는 처음으로 여성에게 학위를 수여하는 고등 교육 기관이었다. 1969년 혼성교육을 도입해 오늘날 성비는 전국 평균 수준이다. 마운트 홀리오크 칼리지와 웰즐리 칼리지, 스미스 칼리지, 래드클리프 칼리지, 브린마 칼리지, 바너드 칼리지와 함께 미국 북동부의 초창기 여자대학인 세븐 시스터스로 손꼽혔으며, 예일 대학교와도 역사적으로 관계를 가져 혼성교육을 도입하기 이전에 합병 논의가 일기도 했다.
배서 칼리지는 50개가 넘는 전공 과정에서 문학사 학위를 수여하며 폭넓은 교육을 위해 유연한 교육 과정을 특징으로 삼고 있다. 학생들은 연극 동아리나 희극 동아리, 아 카펠라 동아리, 스포츠 동아리, 자원봉사 동아리, 서커스 동아리 등에 참가하고 있으며 운동부인 브루어스(Brewers)는 전미 대학 체육 협회 디비전 III의 리버리 리그에서 활약하고 있다.
배서 칼리지는 2017년 《U.S. 뉴스 & 월드 리포트》의 리버럴 아츠 칼리지 순위에서 공동 12위를 차지했으며 입학 절차가 '가장 선별적'이라는 평가를 받았다. 2023 가을 학기에 입학한 신입생들을 기준으로 합격률은 17.7%였다. 약 2,450명의 학생들이 배서 칼리지를 다니고 있다.
배서 칼리지의 캠퍼스는 4km2가 넘으며 두 곳의 미국 국립역사기념물과 한 곳의 미국 국립사적지 등 100동 이상의 건물이 있다. 캠퍼스는 수목원으로 조성됐으며 200종이 넘는 나무들이 있고 1.6km2의 천연보호구역이 있다.

## 역사

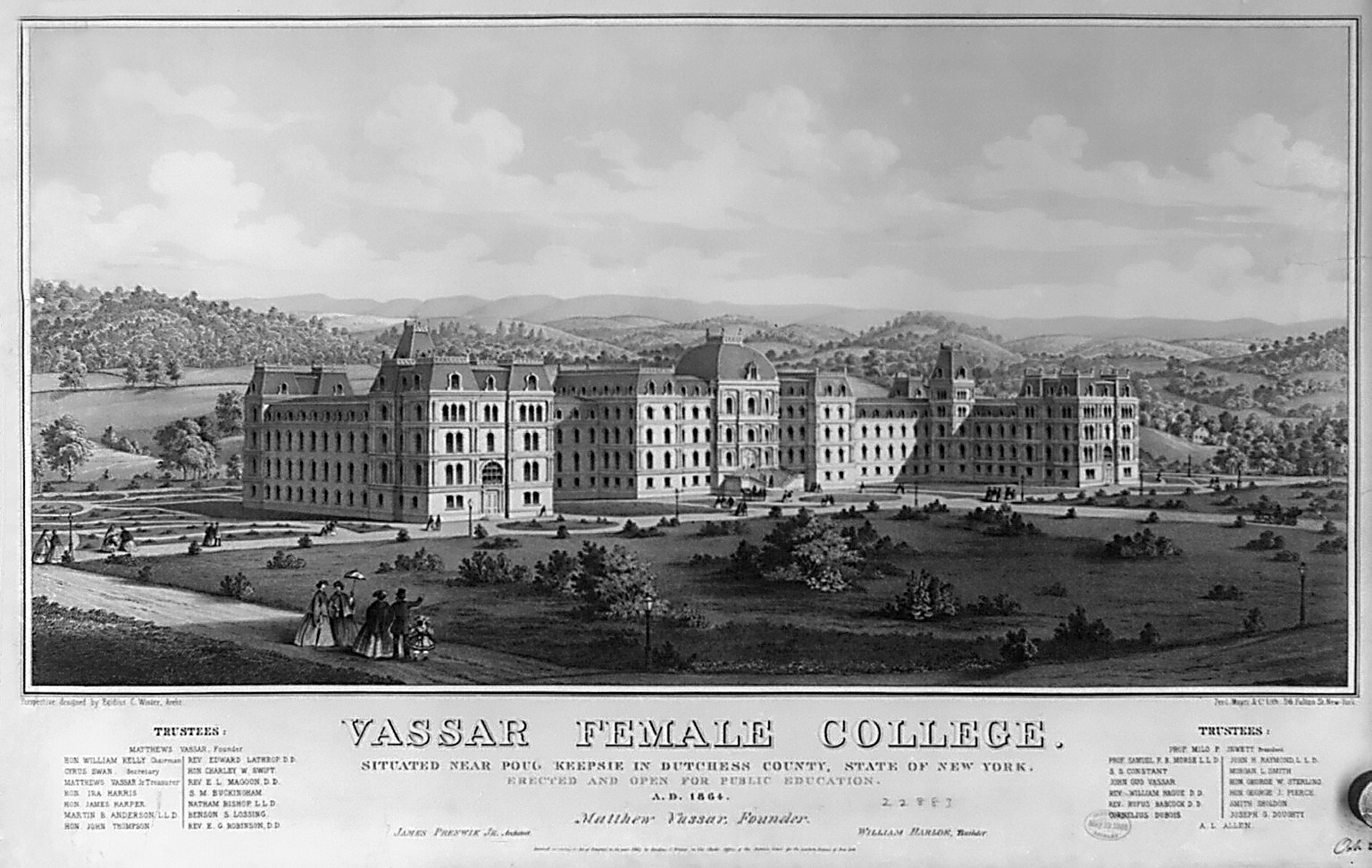
1861년 지어진 배서 칼리지의 본관. 1868년에 미국 의회의사당이 지어지기 전까지 미국에서 가장 넓은 내부 공간을 가진 건물이었다.

배서 칼리지는 1861년 배서 여자대학(Vassar Female College)으로 세워졌다. 배서 칼리지는 아이비 리그의 자매격인 세븐 시스터스의 두 번째 대학이었다. 초대 총장인 마일로 P. 주이트는 열 명의 교수와 21명의 강사들을 관리했다. 그러나 1년 뒤 설립자인 매튜 배서가 대학 이름에서 여자(Female)를 뺐다. 학교 자체는 1969년부터 혼성교육을 실시했다. 그러나 제2차 세계 대전 직후 군인 재정착법의 일환으로 적은 수의 남학생들을 받아들였고, 학칙상 남학생들을 받아들일수는 없었으므로 남학생들에게는 뉴욕주 대학교(University of the State of New York)의 학위를 수여했다. 후에 공식적으로 혼성교육으로 전환한 뒤에는 배서 칼리지의 이름으로 학위를 다시 수여했다. 혼성교육으로의 전환은 아이비 리그의 남자대학과 세븐 시스터스의 여자대학 사이의 합병이 일던 시절 이사회가 자매 대학인 예일 대학교와의 합병을 거절한 뒤에 이루어졌다.

## 교육

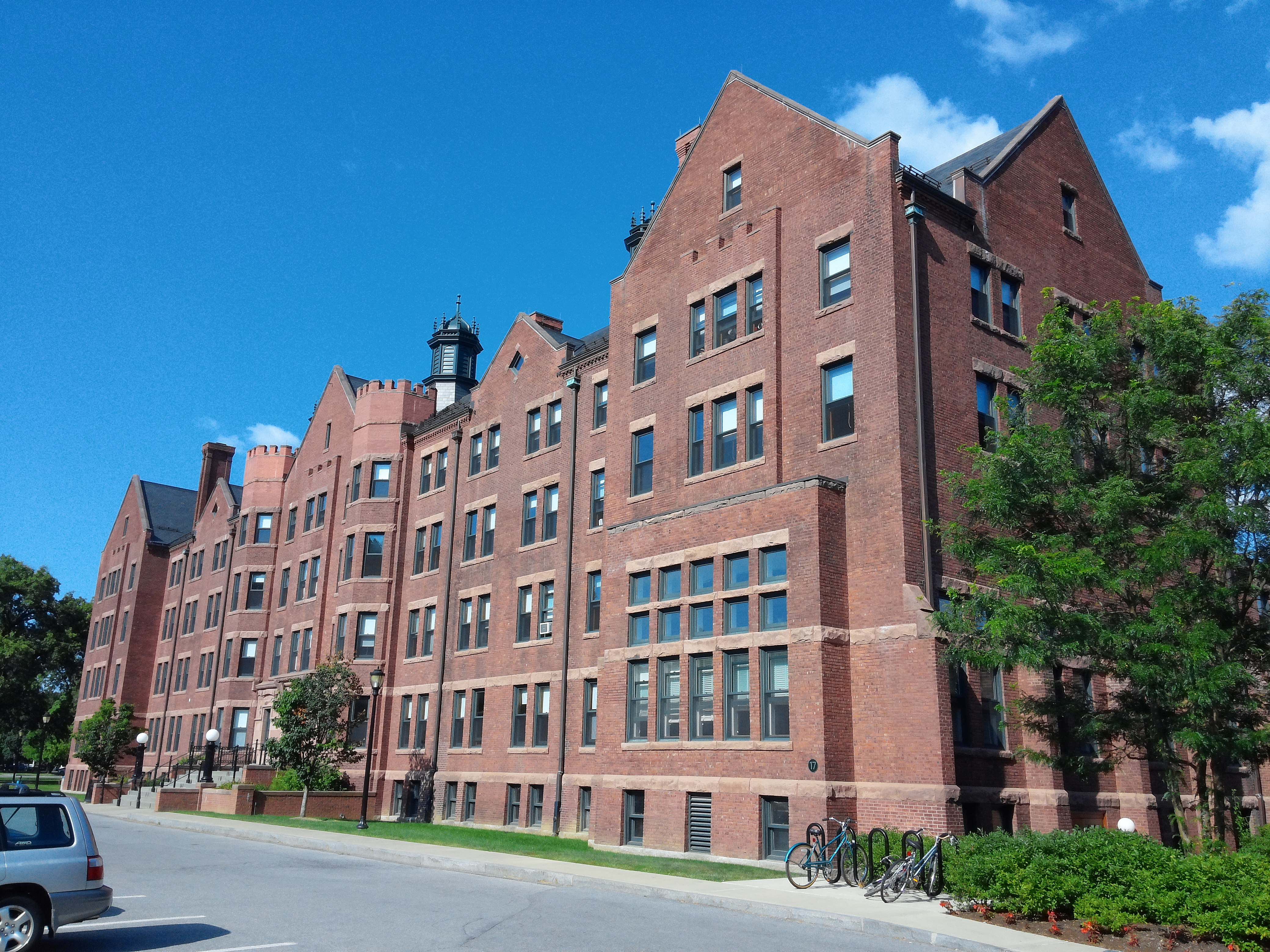
배서 칼리지 기숙사 데이비슨 하우스

배서 칼리지는 50개가 넘는 전공 과정에서 문학사 학위를 수여하며, 학제간 전공과 학생 스스로가 전공을 설계하는 독립 전공을 할 수도 있다. 학생들은 또한 자체 언어 교육 제도로 스와힐리어와 스웨덴어, 아일랜드어, 이디시어, 튀르키예어, 포르투갈어, 한국어, 힌디어를 공부할 수 있다. 배서 칼리지는 또한 학생들이 외국에서 공부하도록 장려하며, 학생들은 대개 3학년 때 1학기 또는 2학기동안 미국의 다른 지역이나 그리스, 독일, 러시아, 모로코, 멕시코, 스페인, 아일랜드, 이탈리아, 잉글랜드, 중화인민공화국, 터키, 프랑스 등지에서 공부한다.
졸업 후
Vassar 졸업생의 절반 이상이 졸업 후 5년 이내에 상위 학위 과정으로 진학하며, 그중 1/5은 졸업 후 바로 진학한다.  2021년 의과대학에 지원한 4학년생 중 84%가 합격했다.

### 순위
배서 칼리지는 2017년 《U.S. 뉴스 & 월드 리포트》의 리버럴 아츠 칼리지 순위에서 공동 12위를 기록했고 입학 절차가 '가장 선별적'이라는 평가를 받았다. 2016년 《포브스》의 미국 대학 순위에서 33위를, 리버럴 아츠 칼리지 순위에서는 15위를 기록했다.

## 운동부
배서 칼리지의 운동부는 브루어스(Brewers)이며 전미 대학 체육 협회 디비전 III의 리버리 리그에서 활약하고 있다. 운동부 이름은 설립자인 매튜 배서의 가문이 포킵시에서 양조장을 운영한 데에서 따왔다.
배서 칼리지 운동부에는 농구, 야구, 크로스컨트리, 펜싱, 필드하키(여자), 골프(여자), 라크로스, 조정, 럭비, 축구, 스쿼시, 수영, 테니스, 육상, 농구가 있다. 동아리 운동부로는 얼티밋 프리스비와 승마, 폴로, 사이클링, 머글 퀴디치, 피겨 스케이팅 등이 있다.

## 저명한 동문

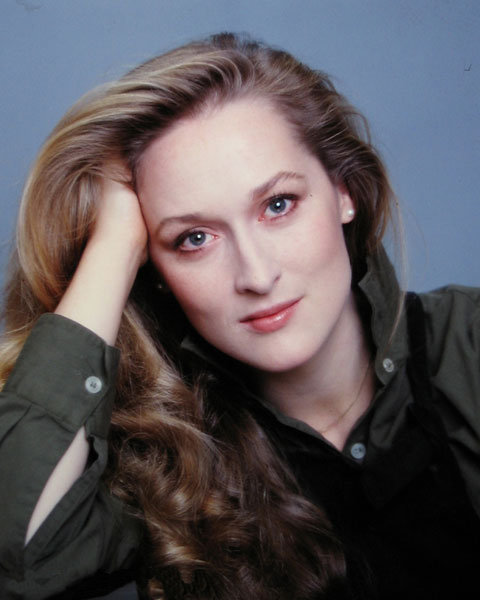
메릴 스트립, 1971년 학사 졸업

배서 칼리지의 동문으로 학계에는 컴퓨터 과학자 그레이스 호퍼, 천문학자 베라 루빈 등이 있고 문학 및 예술계에는 작가 에드나 세인트 빈센트 밀레이, 엘리자베스 비숍, 조 힐, 영화 감독 노아 바움백, 제이슨 블룸, 배우 메릴 스트립, 리사 쿠드로, 호프 데이비스, 진 웹스터 등이 있다. 미국의 퍼스트 레이디 재클린 케네디 오나시스, 언론인 캐서린 그레이엄, 배우 제인 폰다, 앤 해서웨이, 저스틴 롱, 음악가 마크 론슨, 방송인 마크 론슨 등도 배서 칼리지에서 수학했으나 졸업은 하지 않았다.